# قطعنامه ۱۳۵۲ شورای امنیت
قطعنامه  ۱۳۵۲ شورای امنیت سازمان ملل متحد که در تاریخ ۰۱ ژوئن ۲۰۰۱ تصویب شد، سندی بین‌المللی دربارهٔ بررسی وضعیت میان عراق و کویت است. این قطعنامه طی نشست ۴۳۲۴ام با ۱۵ رای موافق، ۰ مخالف و ۰ ممتنع تصویب شد.